# Levon Kirkland
Lorenzo Levon Kirkland (Lamar, 17 febbraio 1969) è un ex giocatore di football americano statunitense che ha giocato nel ruolo di linebacker nella National Football League (NFL). Fu scelto nel corso del secondo giro (38º assoluto) del Draft NFL 1992 dai Pittsburgh Steelers. Al college ha giocato a football coi Clemson Tigers.

## Carriera professionistica
Kirkland fu scelto nel corso del secondo giro del Draft 1992 dai Pittsburgh Steelers. Divenne l'inside linebacker titolare degli Steelers nella sua seconda stagione, il 1993, sostituendo il Pro Bowler David Little. Entro il 1995 si impose come uno dei migliori inside linebacker della lega, giocando una prestazione notevolte nel Super Bowl XXX contro i Dallas Cowboys a fine stagione. In quella partita, la difesa degli Steelers limitò i Cowboys facendo loro guadagnare soli 15 primi down e nel contempo tenendo Emmitt Smith e il potente attacco sulle corse dei Cowboys a sole 56 yard corse. Gli Steelers furono tuttavia sconfitti 27-17 in gran parte a causa di due intercetti chiave lanciati dal quarterback Neil O'Donnell. Kirkland terminò quella gara con 10 tackle e un sack su Troy Aikman.
Quella partita e un'ottima stagione 1996 fecero guadagnare a Kirkland la sua prima convocazione per il Pro Bowl e l'inserimento nella formazione ideale della stagione All-Pro a fine anno. Fu convocato per il Pro Bowl anche nella stagione successiva dopo aver guidato la squadra con un primato in carriera di 126, con gli Steelers che raggiunsero la finale della AFC, perdendo contro i Denver Broncos. Anche se Levon continuò a giocare su ottimi livelli, l'attacco deficitario degli Steelers impedì alla squadra di raggiungere ancora i playoff.
Con una mossa a sorpresa, gl Steelers svincolarono Kirkland prima dell'inizio della stagione 2001 per liberare spazio salariale. Egli si accasò così ai Seattle Seahawks dove divenne un leader della difesa, superando ancora i 100 tackle. L'anno successivo, l'ultimo della carriera, lo passò ai Philadelphia, raggiungendo la finale della NFC, persa contro i Tampa Bay Buccaneers.

## Vittorie e premi
- (2) Pro Bowl (1996, 1997)
- (2) All-Pro (1996, 1997)
- Linebacker dell'anno (1997)
- Formazione ideale della NFL degli anni 1990

## Statistiche
| Tackle     | 1.029 |
| Sack       | 19,5  |
| Intercetti | 11    |